# Danse basque
 (octobre 2015).

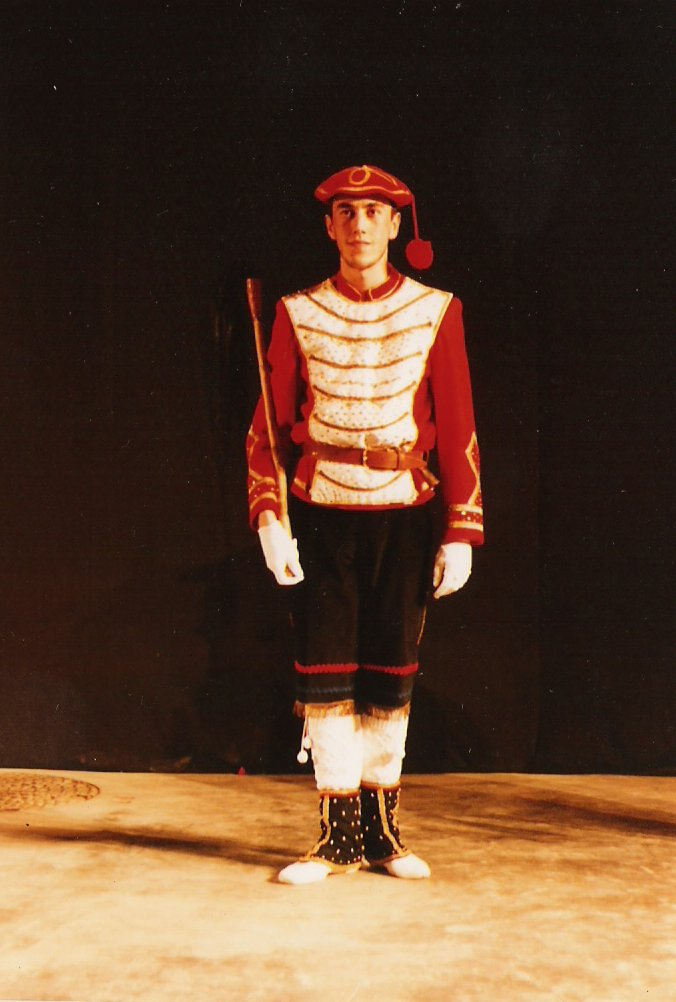
Dantzari.

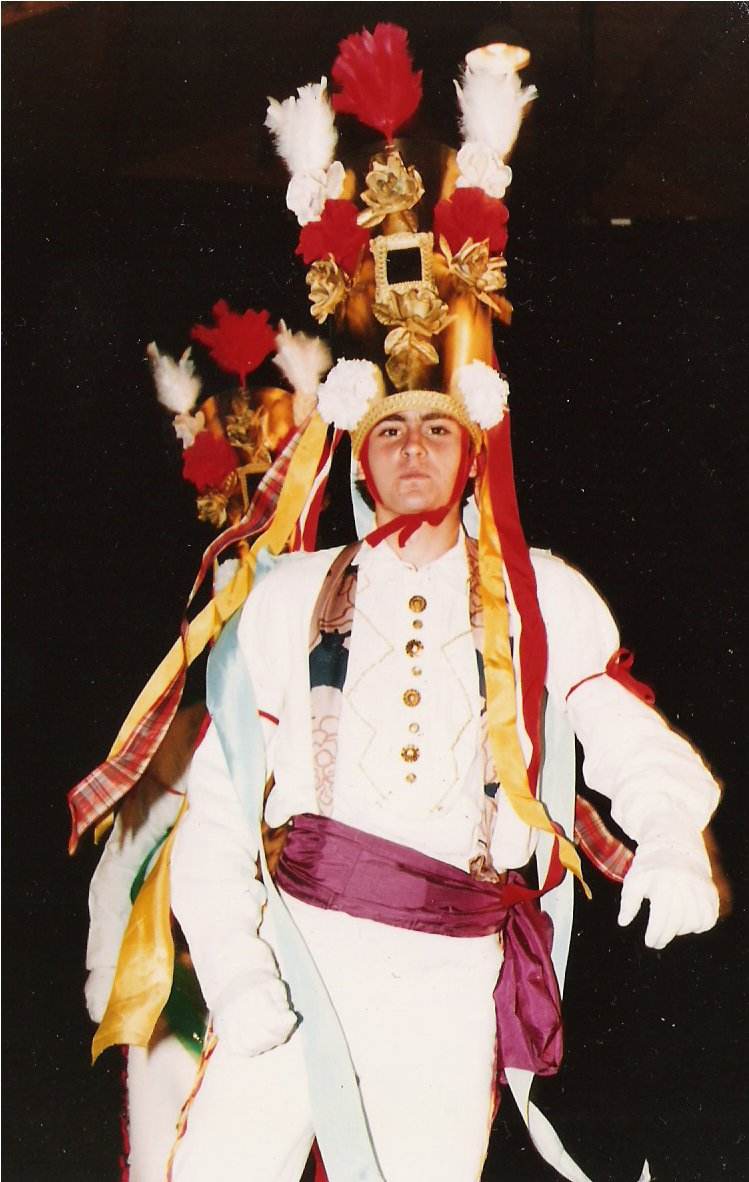
Dantzari.

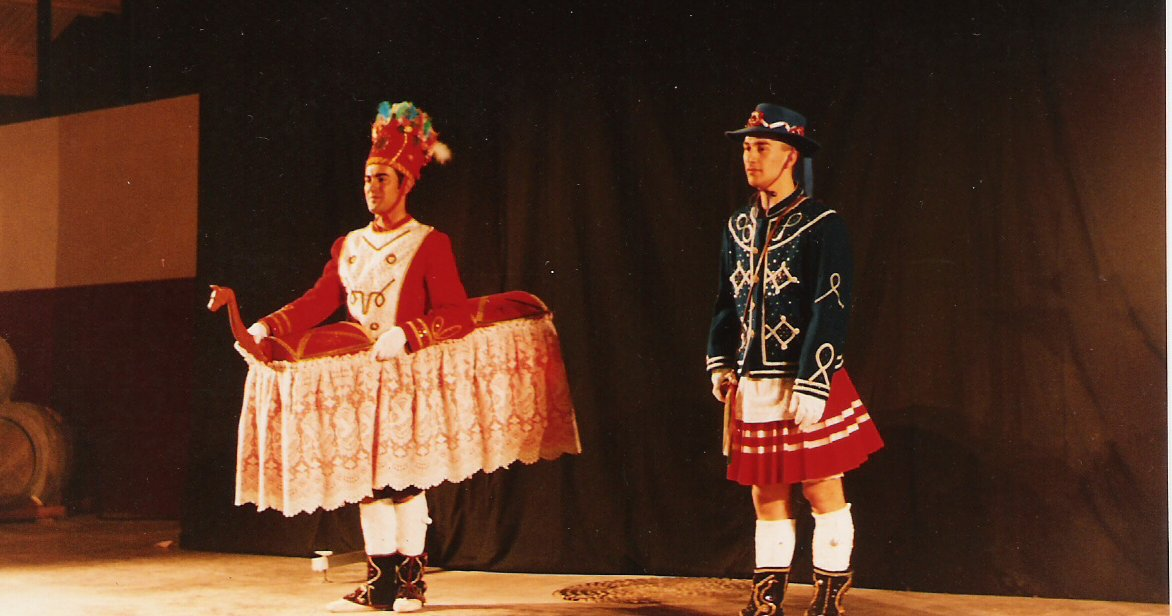
Dantzariak.

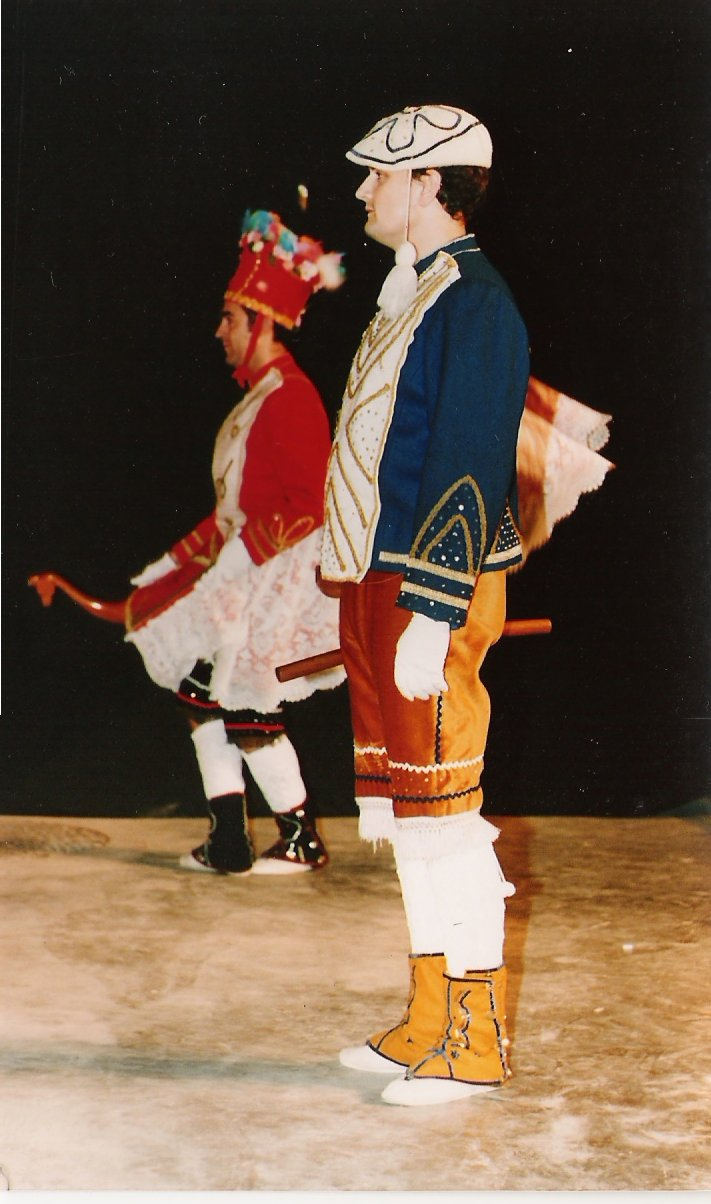
Dantzariak.

Les danses basques constituent une partie très importante de la culture basque et la base de son folklore. Traditionnellement, « la danse est toujours intégrée à la fête. Voltaire caractérise ainsi les basques, dans une formule devenue célèbre », extraite de La Princesse de Babylone : « les peuples qui demeurent, ou plutôt qui sautent au pied des Pyrénées ».
Chaque territoire historique, ou province, a ses particularités. Chaque village possède sa danse qu’il a coutume d’interpréter au cours de ses fêtes principales ou lors de festivités telles que les carnavals, très présents dans les sept provinces. Quelques-unes d’entre elles sont très anciennes, leurs origines se perdant dans la nuit des temps, d’autres sont des arrangements plus ou moins modernes de danses traditionnelles, et certaines sont de nouvelles chorégraphies sur des bases populaires.
L’élaboration des danses, qui essaient de récréer des situations ou des événements, et qui s’interprètent lors de fêtes de commémoration ou dans des occasions particulières, rend difficile la classification, d’autant que les paramètres techniques nécessaires sont multiples, chaque auteur venant ajouter une classification différente. C’est le cas par exemple de Juan Antonio Urbeltz qui utilise des critères morphologiques et chorégraphiques dans l’élaboration d’un système de classification des danses basques, alors que le folkloriste basque José Antonio Quijera emploie des critères formels et chorégraphiques, un parti pris qui diffère de celui de Juan Antonio Urbeltz, ou de celui transitoire suivi entre autres par Julio Caro Baroja.
Si on considère les différentes typologies de danse, il faut signaler trois types de figures :
- les danses de procession ou de place, basées sur les fêtes qui se célébraient dans les processions et auxquelles la participation était populaire et spontanée, ont contribué à développer le répertoire des groupes de danses existants, tant il est vrai que l’on continue toujours à organiser dans toutes ces processions, surtout dans les parties rurales du pays, ce type de bals populaires et spontanés qui invitent tous les processionnaires et les visiteurs à participer
- les danses des épées, qui possèdent un lien évident avec les variantes européennes du même type. Leur interprétation, toujours liée à la commémoration ou à la mise à l’honneur, rappelle la danse rituelle durant laquelle le peuple soutient avec respect chaque groupe de danseurs
- les danses de fin de festivités : ce type de danses est pratiqué pour marquer la fin de festivités ou d’événements particuliers, comme le carnaval. Elles ont servi de couronnement symbolique à la dissolution de la fête, représentant une bagarre, un chahut et la crémation de l’ivrogne. C’est la fin d’un cycle et le commencement d’un nouveau.

On observe à la fois des cycles complets de danses répartis sur des zones spécifiques, et des danses particulières répandues sur tout le territoire, ou au hasard dans certaines enclaves. L’analyse suivante expose, par territoire, quelques-unes des danses les plus représentatives en expliquant leurs origines et leurs particularités.

## Biscaye(Bizkaia)

### Kaxarranka
Cette danse est interprétée dans la localité de Lekeitio, le jour de la Saint-Pierre, patron des pêcheurs. Ce jour-là, la confrérie se choisissait un secrétaire ou un maître, lequel devait laisser de l'argent en dépôt, montrant ainsi qu'il n'avait pas l'intention de s'enrichir avec les fonds de l'institution. Le maître sortant se voyait restituer son dépôt, transporté dans une caisse ou kutxa, avec les livres de comptes de l'année.
La danse en question est réalisée sur la caisse. Le maître se juche sur le coffre et celui-ci est soulevé par huit arrantzales (pêcheurs). Le maître, qui porte une chemise et un pantalon blancs, une ceinture rouge et un mouchoir rouge autour du cou, tenant dans la main gauche une chistera noire et dans la droite un étendard sur lequel les clés de Saint-Pierre sont brodées, interprète la danse à différents endroits du village et devant le domicile du responsable sortant.
La danse se divise en quatre parties :
- révérence ou salut au public
- fandango
- arin-arin
- nouvelle révérence identique à celle du début.

### Dantzari dantza
La dantzari dantza qui est interprétée dans le comarque du duranguesado, ancienne merindad de Durango, est l'une des danses les plus représentatives du Pays basque, par son rythme, la force et la beauté de ses figures. L'instrument au son duquel elle a toujours été exécutée est le txistu, accompagné d'une percussion.
Les Anteiglesias (communes ou districts administrés par un conseil siégeant au-dehors ou sous le porche d'une église) dans lesquelles cette danse était interprétée sont Berriz, Garai, Iurreta, Abadiño, Izurtza et Mañaria. Pour participer à cette danse, il fallait participer à une sélection à laquelle assistaient les différentes confréries de chaque elizate, toujours nombreuses puisque participer à un groupe de dantzaris était considéré comme un honneur.
Cette danse est en réalité un ensemble de neuf danses, dont quatre sont des danses de rythme et de chorégraphie individuelle similaires : Zortzinango, Banango, Binango et Launango. Les différences tiennent dans les chorégraphies générales lesquelles, comme leur nom l'indique, se dansent l'un en face de l'autre, dos à dos, par quatre ou par huit. Trois autres de ces danses s'interprètent avec des jeux de bâtons ou d'épées : Ezpata joko txikia (bal de petites épées), Ezpata joko nagusia (jeu de grandes épées) et Makil jokoa (jeu de bâtons). Il reste deux danses, la première et la dernière de l'ensemble. La première reprend le mouvement ondulant de la bannière qui flotte au-dessus des têtes des danseurs (ikurrin dantza, danse du drapeau). La seconde, connue sous le nom de Txontxongilo (marionnette), est celle qui ferme le cycle et sa figure principale consiste en l'élévation du chef du groupe au-dessus des autres danseurs.

### Xemeingo dantza
Le 29 septembre, jour de la Saint-Michel, patron de l'Anteiglesia de Xemein, qui fait à présent partie de la commune de Markina-Xemein, cette danse est interprétée dans le quartier d'Arretxinaga. Pour cette raison elle est aussi connue sous le nom de danse de Saint-Michel d'Arretxinaga.
Pour cette danse, les interprètes revêtent un costume dont la partie la plus importante est un scapulaire avec une représentation de Saint-Michel et l'écusson de la province de Biscaye. L'attention est dirigée sur la lutte entre deux membres du groupe, qui figure la lutte du bien contre le mal ou la lutte qui opposa Michel à Lucifer, l'ange rebelle jeté en Enfer. À la fin de la danse, le chef du groupe est soulevé sur l'entrelacs formé par les épaules des danseurs, symbole d'une victoire éclatante, bien que cette interprétation soit actuellement remise en cause.

### Erreberentzia (révérence) ou ezpatadantza (danse des épées)

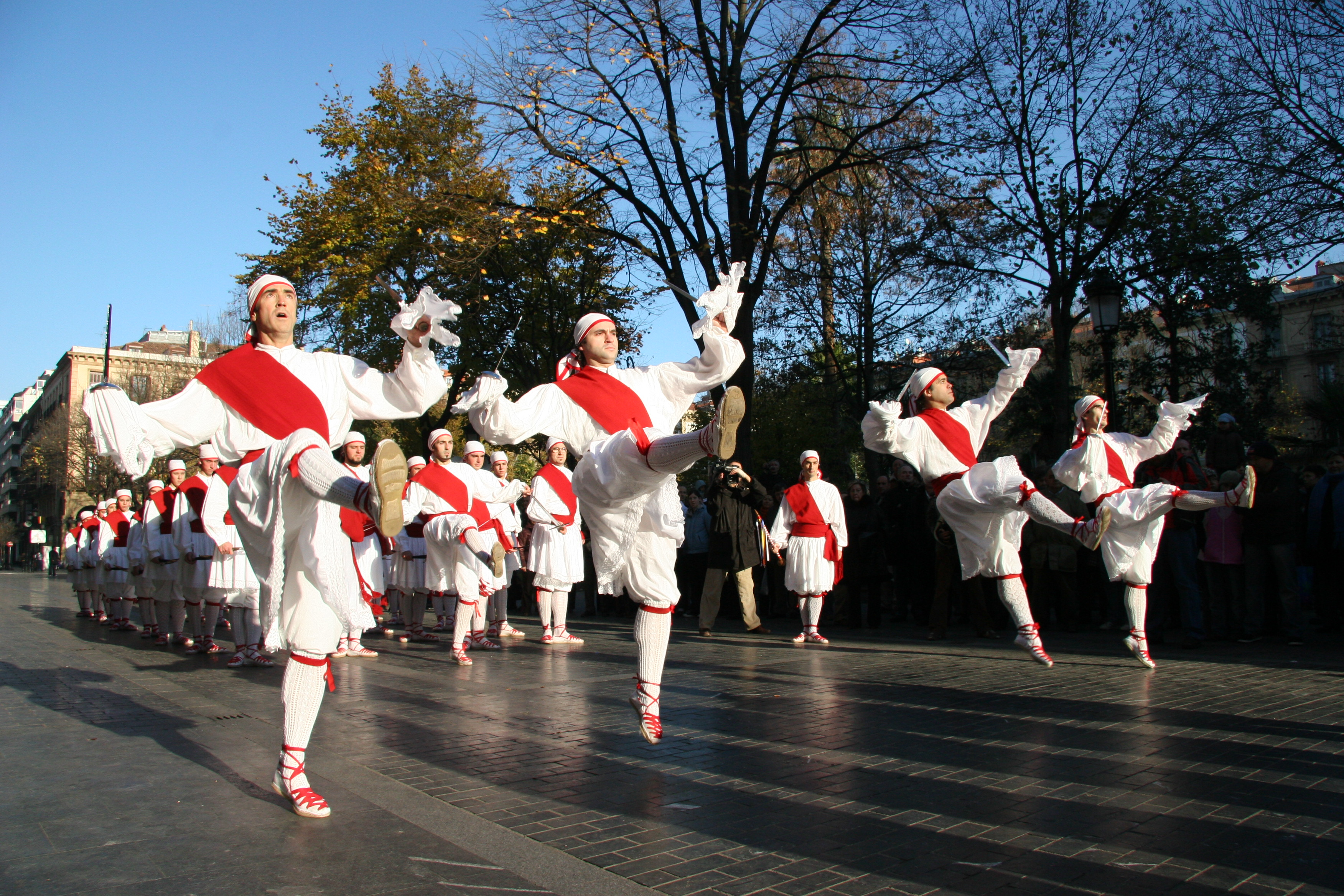
Ezpatadantza.

## Navarre(Nafarroa)

### Otsagabiko dantzak(danses d'Ochagavía)
Elles sont réalisées en l'honneur de la patronne d'Ochagavía (Otsagi en basque), village de la vallée de Salazar. Le groupe est constitué de neuf danseurs dont l'un est le capitaine, appelé bobo. Elle est pratiquée sur la place du village et le répertoire est le suivant :
- Paseo (défilé)
- Enperadorea
- Katxutxa dantza
- Modorro
- Painolo dantza (danse des mouchoirs)
- Jota

La figure du bobo est le protagoniste principal. Il possède un masque à deux visages et porte dans une sorte de gibecière le nécessaire pour arriver au bout des danses et participe principalement à la danses des mouchoirs et à la jota.
Cette danse originaire d'un village de Navarre nommée Eaurta a pour véritable nom "Eaurtako Naska Dantza"(la danse des filles d'Eaurta). Cette danse a complètement disparu et a été reconstituée dans les années 1960 par le célèbre folkloriste Juan Antonio Urbeltz. La reconstitution qu'il en a faite est dansée sur le chant "axuri beltza" (agneau noir). Aujourd'hui elle est complètement intégrée à la tradition à tel point que beaucoup de monde pense quelle a toujours été dansée de la sorte. On lui donne, à tort, le nom du chant qu'a utilisé Urbeltz : Axuri BELTZA.

### Luzaideko ihauteria(carnaval de Luzaide)
Ce carnaval originaire de Luzaide, compte plusieurs parties et de nombreux personnages parmi lesquels:
- Zigantiak (les géants): ce sont deux figures féminines, vêtues de blanc et portant un beret rouge. Elles sont portées par deux personnes.
- Zapurrak: vêtus de tablier en cuir noir, lunettes, barbe et hache de bois sur le corps, ils portent sur leurs têtes un grand sombrero noir avec de petits miroirs. Ils représentent les sapeurs d'une armée.
- Makilari (porteur de makhila): en tenue de guerriers rouge avec des pantalons blancs galonés. Ils représentent le tambour-major. Avec son bâton, terminé par un large pommeau, il réalise divers mouvements acrobatiques passant entre les doigts de sa main, le lançant en l'air.
- Banderariak (porte-drapeau): en casaque et béret rouge, ils ont des vêtements également parcourus de galons, ils portent le drapeau de Luzaide.
- Bolantak: ce sont ceux qui ferment le cortège. Vêtus de blanc, un plastron couvert de chaînes d'or et bijoux, pantalon décoré de rubans et clochettes, rubans dorsaux multicolores, ceinture brune nouées sur le côté et gants blancs. Un chapeau de carton couvert de fleurs multicolores et de brillants sur la tête.

### Sagar dantza(danse de la pomme)
Originaire d'Arizkun, elle est dansée par quatre hommes (il existe des variantes) qui sont vêtus d'une chemise et pantalon blancs ainsi qu'une longue ceinture rouge. Les classiques sandales (abarkak basques) et d'un foulard aux couleurs vives. Chaque danseur porte une pomme dans chaque main qu'il jette à la fin de la danse.
Bien qu'à l'origine cette danse était exécutée par les hommes, comme quasiment toutes, elle est actuellement aussi dansée par les femmes.

### Iribasko ingurutxoa
Sous le nom d'Ingurutxo on connait en Navarre quelques formes chorégraphiques et musicales aux caractéristiques spécifiques de groupes de danses d'hommes et de femmes. La principale étant l'utilisation de castagnettes. Les hommes portent un pantalon bleu marine, une chemise blanche, un gilet, un mouchoir sur les épaules et un béret. Les femmes auront une jupe noire, un corsage et un mouchoir. Tous avec des abarkak.

### Larrain dantza
Le Larrain dantza est une danse mixte, sociale et de place, également connue comme le bal d'Era. Elle est très enracinée en Navarre et c'est dans la ville d'Estella, dont il semblerait issue, bien qu'on ait cessé de l'interpréter durant une période.
Malgré les difficultés d'avoir à reprendre une danse quasi perdue, le groupe de Larrain, à l'époque municipale, réussit à trouver les pas de l'ancienne. Aujourd'hui ce groupe n'est plus municipal et a changé de nom (Larraitza) et a été le grand promoteur de cette danse dans toute la Navarre. De ce que nous savons, les costumes et certains pas ne reflètent pas la réalité. La raison est inconnue et certains pensent au désir de l'actualiser afin d'obtenir qu'elle soit interprétée dans tout le pays pour être considérée comme danse nationale d'Euskadi par l'organisme "Euskal Dantzarien Biltzarra".

### Danzas de la Ribera Navarra (danses de la Ribéra Navarraise)
Cortes est une municipalité de la Ribera qui célèbre ses fêtes patronales le 24 juin et le 29 septembre (Saint-Michel). En ces occasions ont lieu les célèbres « paloteados » en hommage au Saint et pour la joie de la concurrence.
Le spectacle consiste en quatre danses que sont: paloteado, valse, trenzado et jota. Exécutées par les danseurs sur la place de la mairie, précédés et émaillés de plaisanteries. On va improvisant des versions humoristiques en espagnol dur de style "riberain" surtout à l'encontre du personnage nommé Rabadan.

### Erronkariko Thun-Thun(thun-thun deRoncal)
Sous l'appellation d'Ingurutxo sont connues en Navarre quelques formes chorégraphiques et musicales aux caractéristiques spécifiques dont le "thun-thun de Roncal". Les couples entrent dans la place dans le sens inverse des aiguilles d'une montre. Dans la vallée de Roncal on donnait une grande importance aux costumes, ceux-ci étant différents pour les hommes et femmes mariées ou célibataires.

### Burgete
Burguete est un village situé au bord du rio Urrobi, affluent de l'Iraty, dans un large plateau aux pieds des Pyrénées. Il a une grande importance touristique de par sa proximité avec Roncevaux et le col d'Ibañeta. La musique de cette danse a été reprise par le Père Donostia et les danses totalement perdues, restructurées par le groupe Andra Mari de Galdakao (Biscaye).
Les quatre premières parties appartiennent au groupe des Ingurutxoak (pluriel de ingurutxo). C'est sous ce nom que dans la Navarre occidentale sont connues quelques formes chorégraphiques et musicales aux caractéristiques spéciales parmi les groupes de danses d'hommes et de femmes. Les costumes, comme dans beaucoup d'autres zones du pays, la danse du fandango et le "porrusalda" (autre type de danse du Pays basque).
Les deux parties suivantes sont des danses-jeux, la première d'entre elles, récupérée à la ferme Goikoa de Orbaizeta à M.. Almirantearena, âgé de 76 ans, en février 1977. De la seconde danse-jeu nous dirons que la musique a aussi été récupérée par le Père Donostia et qu'elle est semblable aux autres danses-jeux européennes.
Concrètement, nous savons que le chef ou capitaine allait armé d'un fouet pour punir ceux qui ne faisaient pas les mêmes mouvements que ce dernier exécutait, qui étaient difficiles.

### Zubietako ihauteria(Carnaval de Zubieta)

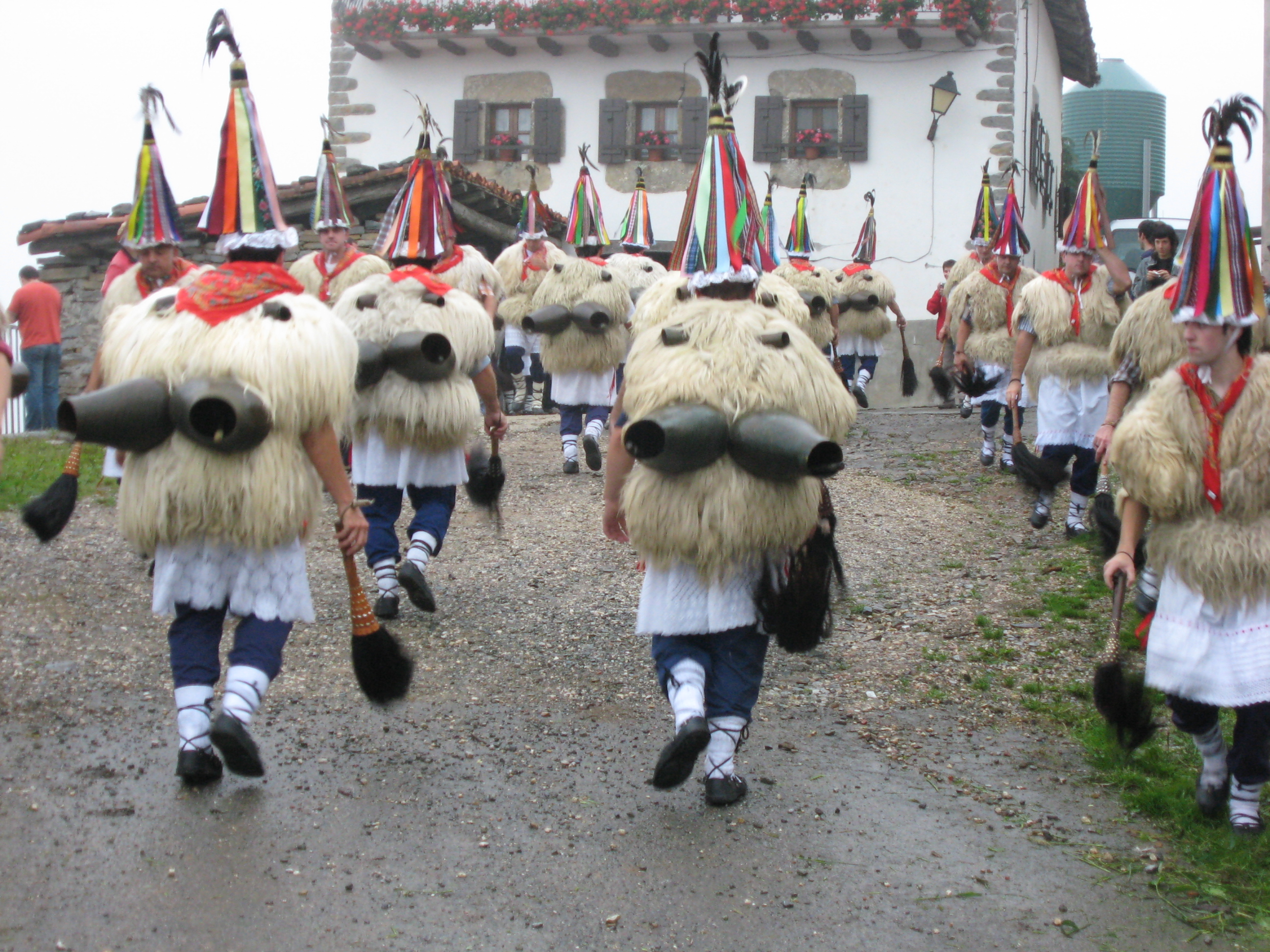
Joaldunak Ituren (Navarre)
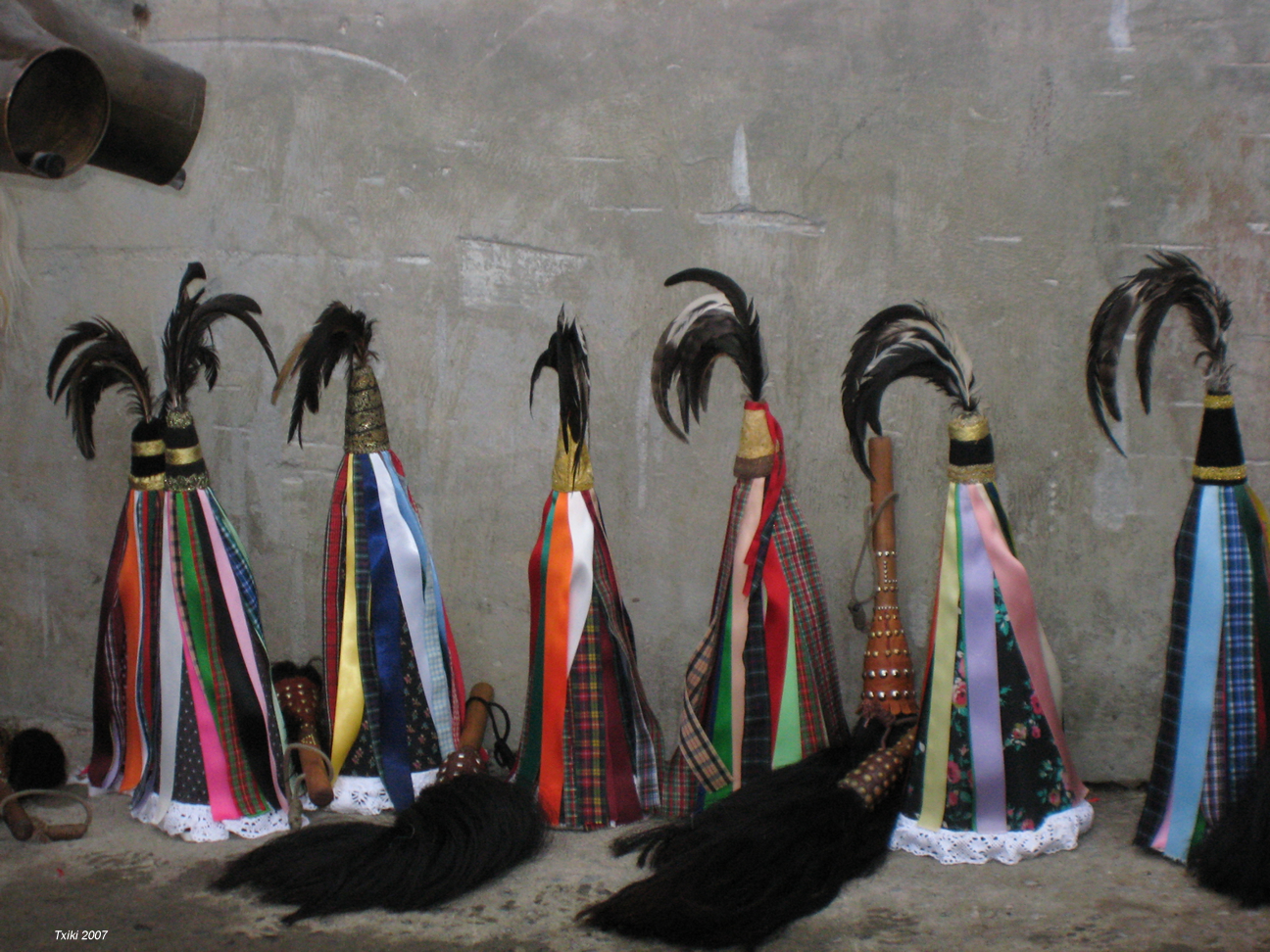
Coiffe (thuntturoa) Ituren (Navarre)
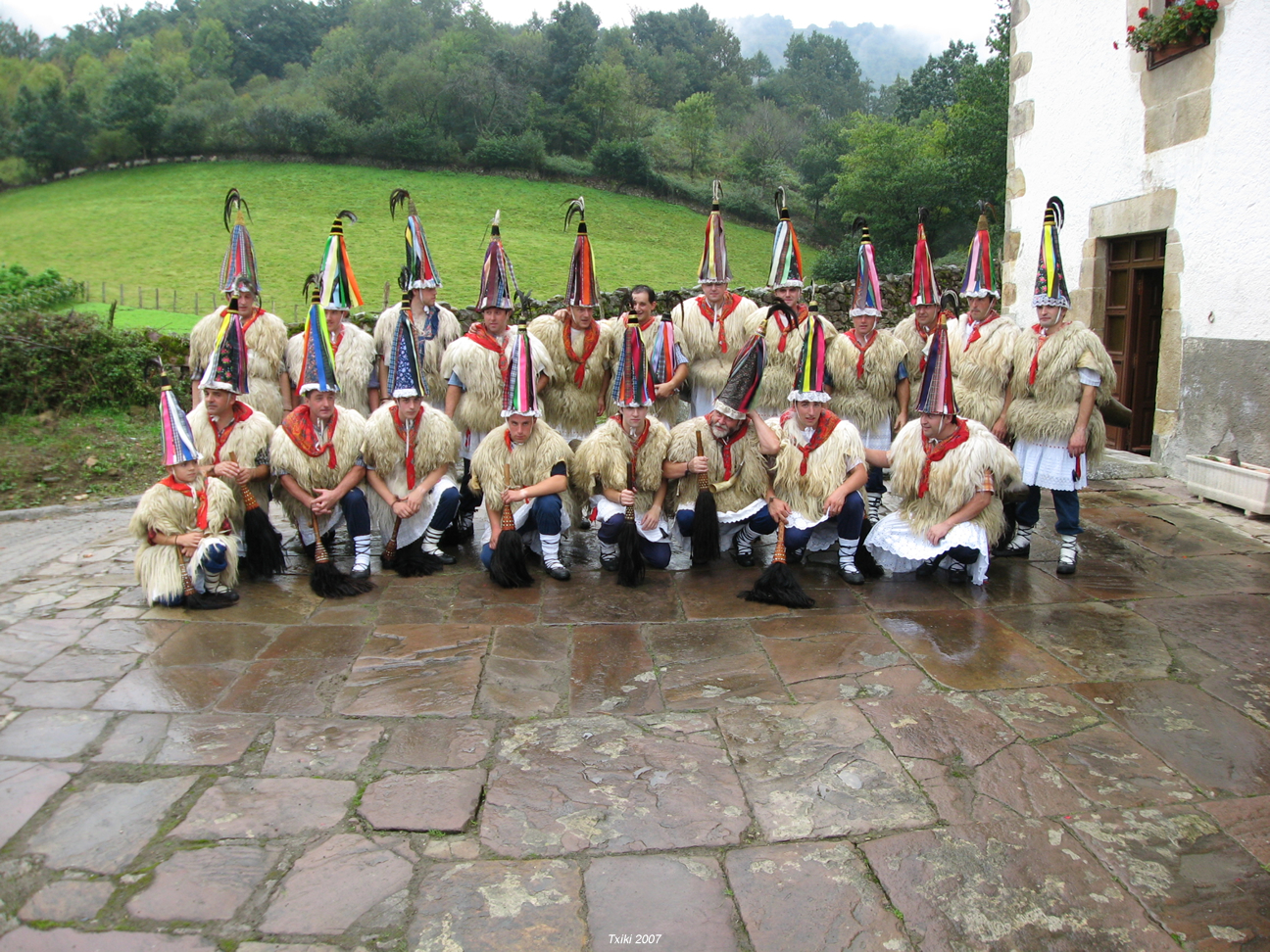
Joaldunak Ituren (Navarre)
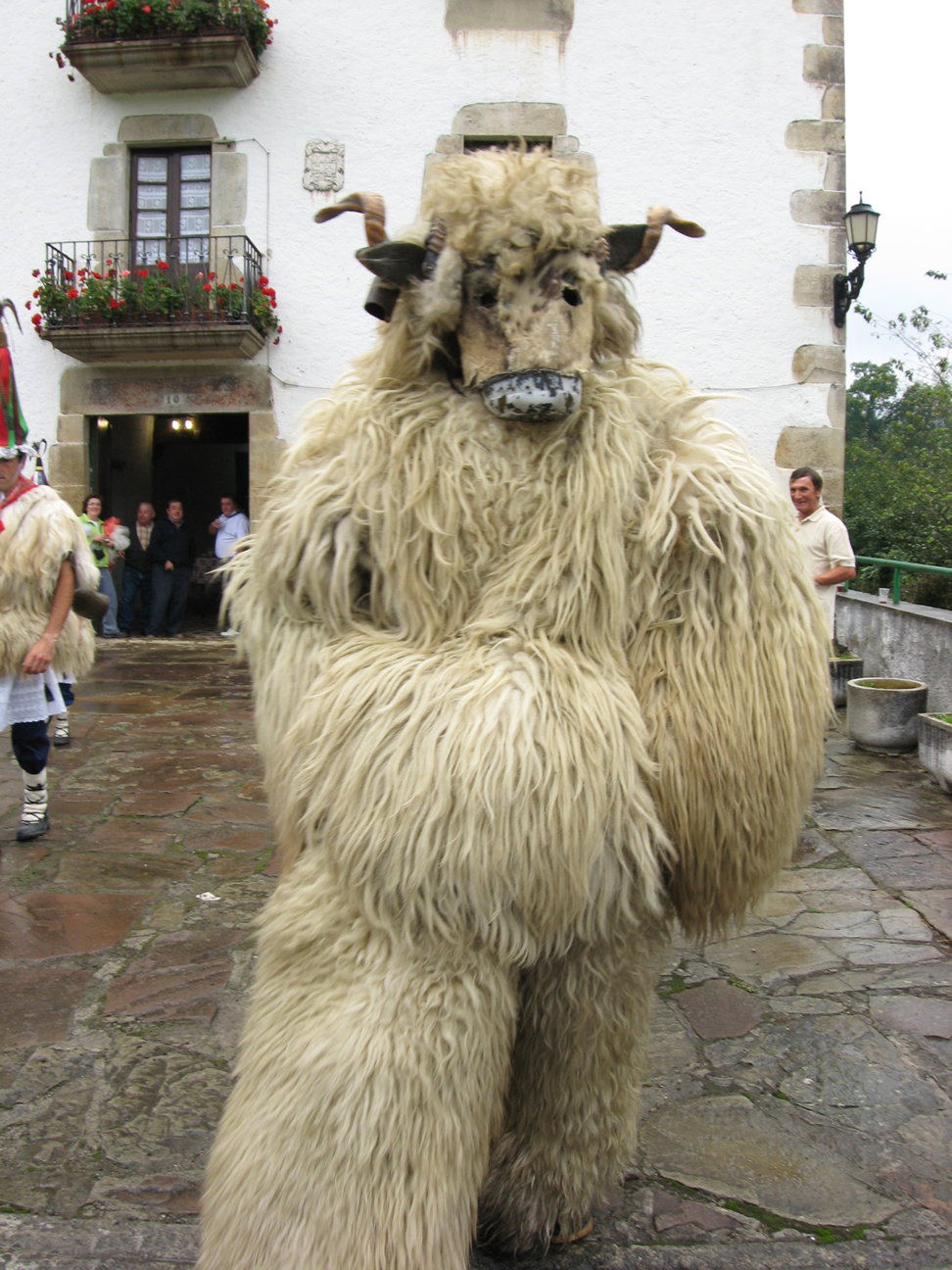
Hartza (l'ours) Ituren (Navarre)
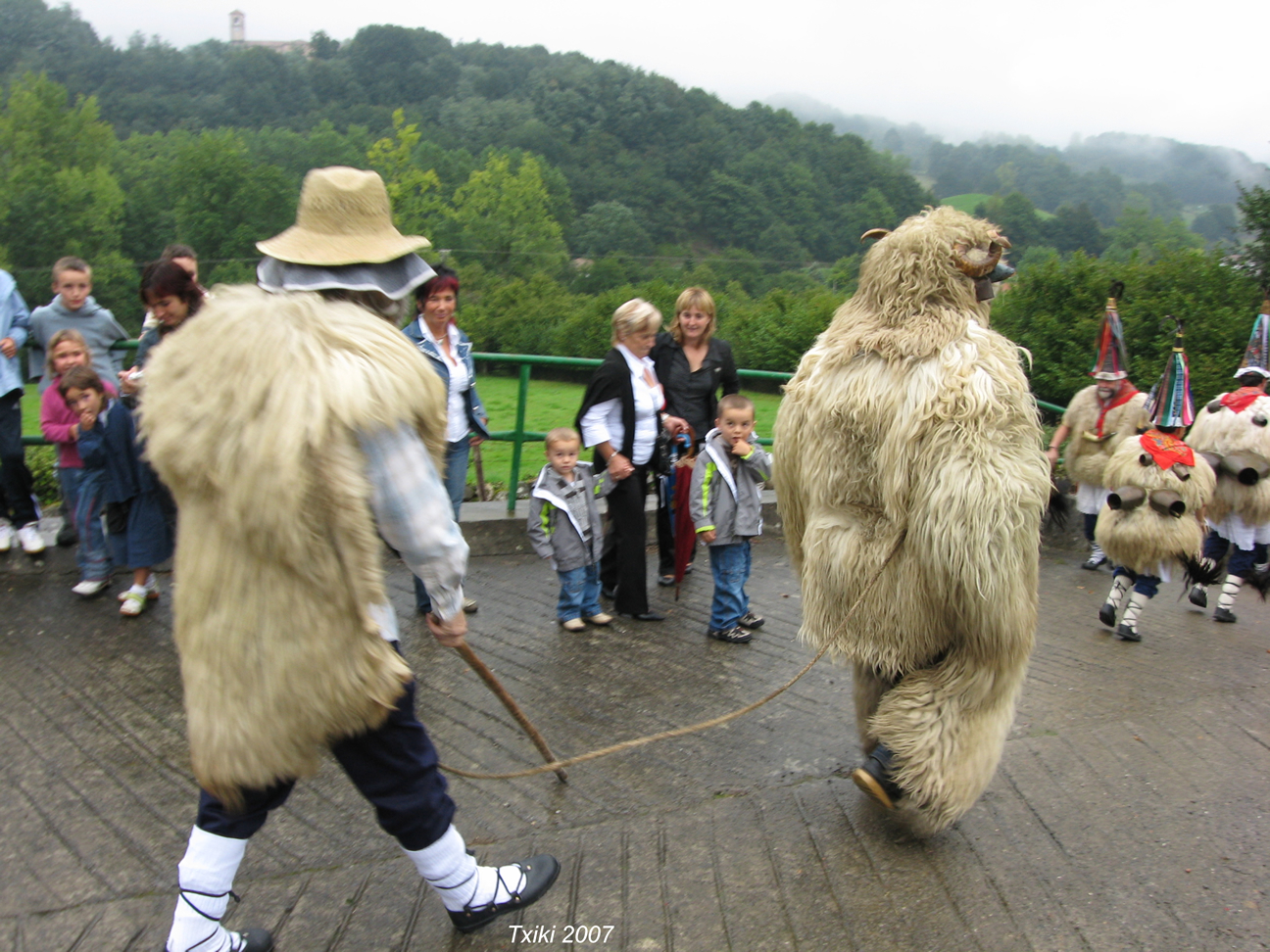
Le montreur d'ours Ituren (Navarre)
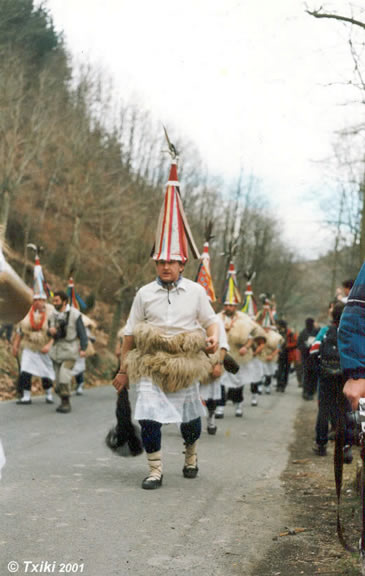
Joaldunak Ituren (Navarre)

Zubieta est un village proche de Santesteban (Donestebe en basque), dans la vallée de Malerreka sur la route de Leiza.
Zubieta possédait une métallurgie traditionnelle spécialisée dans la fabrication de sonnailles, qui serait, selon la croyance de certains, l'origine de cette fête, semblable à celle d'Ituren.
La fête a lieu quasiment les derniers lundi et mardi de janvier. Les participants portent une chemise blanche, un pantalon bleu de chauffe, des chaussettes en laine blanches par-dessus les pantalons et d'abarkak en caoutchouc. Par- dessus ces pantalons est portée une jupe, féminine, brodée et blanche elle aussi. Par-dessus, ils portent une peau de mouton qui amortit la pression exercée par le serrage des deux grosses sonnailles fixées très solidement au dos par une longue corde de chanvre. Ces grosses sonnailles doivent être parallèles au dos pour donner le meilleur son, uniquement par le pas cadencé de ces porteurs. Une coiffe sur la tête, le thuntturoa, construit en carton et composé de rubans multicolores et de plumes de coq sur la pointe. Enfin un large foulard est fixé autour du cou. À la main ils tiennent l'izopua fait en crin de cheval et qu'ils laissent balancer au rythme des pas.
Le premier jour, les gens de Zubieta viennent à Ituren. Ces derniers vont s'approcher du hameau d'Aurtiz, à la rencontre de ceux de Zubieta, font un tour parmi eux puis se positionnent en tête pour pénétrer dans Aurtiz. De là, ils sortiront pour aller à Ituren où ils feront plusieurs tours sur le fronton. Ils iront ensuite manger tous ensemble.
Le jour suivant, ceux d'Ituren iront à Zubieta vers midi, accompagnés de chars. Aux environs du moulin de Zubieta, la troupe d'Ituren sera reçue par leurs voisins. Ceux-ci se positionnent alors en tête de cortège et iront jusqu'à la place de Zubieta puis, après quelques tours, iront manger. L'après-midi la fête continuera avec des soka-dantzak et le bal.

## Labourd(Lapurdi)

### Pamperruque
La Pamperruque est une danse traditionnelle bayonnaise.

### Kaskarotak
Il s'agit d'une danse féminine où le groupe de danseuses porte un panier plat (otara) servant à porter le poisson déchargé à l'arrivée des pêcheurs au port. La danse est née dans l'attente des bateaux, où les femmes chantaient et dansaient avec des pas d'une grande vivacité ponctués d'un claquement typique des pieds sur le sol.

### Lapurdiko ihauteria
Le carnaval du Labourd s'illustre de deux façons différentes. Dans la première, qui correspond généralement à des représentations à périodicité régulière, annuelles, restreintes au cadre local, et pour laquelle les participants recueillent des produits et de l'argent pour la réalisation d'un repas, les convives sont masqués et sont connus sous le nom de piltzar ou zirtzilak.
La seconde forme est obtenue lorsqu'il y a suffisamment de monde intéressé, ce qui occulte le caractère périodique. Il s'agit alors d'une compagnie composée de personnages variés et colorés.
Le carnaval s'achève par une représentation du jugement de Zanpatzar (qui a dû avoir d'autres noms plus personnels) à l'aide d'un bûcher comme l'atteste un texte de la ville de Guéthary.
« …Dans la dite ville de Guéthary il n'y a pas d'habitude de ce que les jeunes se réjouissent les jours de carnaval, mais arrivé le jour des cendres, à quatorze heures apparaissent des jeunes déguisés avec leurs charrettes ou mouchoirs transparents, avec un polichinelle ou pantin à l'extrémité supérieur d'un gourdin, qu'ils portaient la majeure partie de l'après-midi en le secouant, l'agitant avec beaucoup de vacarme à travers tout le village et peu avant le crépuscule le brûlaient en face de la maison du curé… »
« …À ce pantin ou polichinelle on lui donnait le nom de Miquelua, mot vasconisé sans aucun doutes, car le village où ils le nomment est vascon et parce qu'on ne lui connait pas de dérivation de la langue française ni castillane, les seules desquelles elle pouvait dériver si elles n'étaient pas proprement vasconnes… »
La concordance de ce mot, Miquelua, avec celui de Miel Otxin, est un de plus, avec celui de Marquitos de Zalduondo (Alava) et celui de Juan Lobo de Torralba del Río (Navarre), dans cette liste de personnages intéressants.
Après la Chandeleur, les jeunes se réunissent pour se répartir les papiers qui vont devoir représenter. Ces papiers correspondent aux personnages suivants :
- Bandelari : Il est vêtu de deux manières. Soit en Kaskarot, ou bien avec d'autres vêtements plus individualisés, guerrier et pantalons courts, galonés de dorures, béret noir, chaussettes blanches et chaussures noires. C'est le directeur, le chef de troupe, et était considéré comme le meilleur danseur du cortège. De plus ils lui doivent le respect dû à son rang.
- Kaskarotak : Ils sont de pairs, bien que le nombre varie de quatre à douze. Ils sont vêtus de chemises blanches à la poitrine amidonnée, sur laquelle ils accrochaient des chaînes et des broches dorées, pantalons blancs tenus par des bretelles de tapisserie, décorées de rubans et de clochettes. Espadrilles brodées et ornées de rubans et clochettes, ainsi que le béret. Il a aussi utilisé une sorte de casque, en forme de sombrero, couvert de fleurs.
- Besta gorri : Ils sont les premiers masqués du cortège. Une sorte de casque de couleur bleu ciel couvre leurs têtes duquel pend une toile jaune froncée. Sur le visage ils portent un masque de toile rouge décorée de paillettes dorées. Les pourtours des yeux et de la bouche sont entourés d'un galon, doré lui aussi. Une guerrière militaire, aux galons dorés, pantalons et espadrilles décorées de rubans complète le costume. À la main droite ils portent une épée et à la gauche des boites pour amasser de l'argent.
- Ponpierak : Ce sont deux personnages au costumes d'Arlequin, décorés d'une profusion de clochettes qu'ils fixent sur le bas des vestes et du pantalon. Un haut chapeau conique, ressemblant à un ttuntturo couvre leur tête. Sur leur visage ils portent un masque semblable aux Besta gorri.
- Kotillun gorriak : C'est sous ce nom qu'on désigne les deux femmes du cortège. Elles maintiennent l'ordre parmi les curieux qui veulent savoir qui ils sont. Elles ont pour cela un long bâton au bout duquel est fixée une queue de vache.

Elles ressemblent aux autres personnages, mais portent en plus une jupe rouge par-dessus les pantalons et espadrilles blancs. Elles ont une grosse veste blanche, en laine. Elles entourent la taille d'une large ceinture de cuir sur laquelle pendent des clochettes.
- Jaun Anderia : Comme dans beaucoup d'autres mascarades de ce type, le principe d'autorité a une personnification vide de toute abstraction. Deux jeunes gens, l'un vêtu en femme et l'autre en cavalier, se chargent de fermer le cortège.

Dans la semaine de carnaval, lundi et mardi, la troupe réalise des visites protocolaires aux villages et hameaux voisins. Le lundi, le cortège d'Herauritz visite Ustaritz, le mardi, ceux d'Ustaritz dansent à Herauritz ou à Arrauntz et ceux d'Arauntz à Ustaritz.
L'entrée dans le village se fait en dansant Maska Dantza. Une fois sur la place, ils effectuaient une danse chorale appelée Xinple (il n'y a pas de faute) (sur le même air que celui du Godalet Dantza souletin, danse du verre). Le cortège va parcourir les diverses maisons du village. Ils danseront le fandango, l'arin-arin (léger-léger) ou bien le makil Dantza (danse des bâtons).

## Soule (Xiberoa)
La transmission de la danse basque en Soule se fait à travers un réseau dense d'école par village. Les élèves y entrent vers l'âge de 8 ans pour ensuite devenir le groupe de danseurs officiels de village: les aitzindariak. Le statut de aitzindariak requiert plusieurs années d’apprentissage et permet aux danseurs qui l'ont obtenu de représenter leur communauté et de porter les costumes des personnages des mascarades. L'école de danse est le centre de la vie culturelle de chaque village et un important vecteur dans la construction du lien social. Avant, la transmission des danses souletines était assurée par le maître à danser, un statut conféré par les jeunes danseurs aux danseur anciens qu'ils admiraient et avec qui ils veuillaient apprendre. Aujourd'hui le terme maître à danser est moins courant, on utilise davantage professeur de danse ou enseignant de danse. Les pratiques des maîtres à danser et des écoles de danse en Soule ont été inscrites en 2017 à l'Inventaire du patrimoine culturel immatériel en France.

### Xiberoko maskarada(mascarades souletines)
Les mascarades sont des représentations carnavalesques qui ont lieu tous les dimanches en début d'année, de mi-janvier à mi-avril environ (dans le temps, les mascarades avaient lieu entre l'épiphanie et le carême). Chaque année elles sont organisées par les jeunes d'un village différent qui va aller de village en village le dimanche pour la représentation. Le public est très varié, et peut participer à certains moments. En faisant le tour des différents villages la mascarade doit donner des nouvelles de toute la communauté.
Il y a plusieurs rôles, une partie d'entre eux sont les danseurs, les rouges (gorriak) qui sont toujours bien habillés et propres. Ils exécutent des danses connues dans leurs villages composées de pas très techniques (bakun, frisat, entrexat…). L'autre partie de la troupe est composée des noirs (beltzak) qui sont mal habillés, sales et ont un rôle comique. Eux ne dansent pas. Les rouges marchent en tête du cortège et sont suivis par les noirs.

#### Personnages
- Aintzindariak (« ceux qui marchent devant »)
- Txerrero (il tient un balai de crins de cheval)
- Gatüzain (il porte une sorte de zigzag)
- Kantiniersa (la cantinière)
- Zamaltzain (il est muni d'un chevalet pour imiter un cheval)
- Enseñari (il est porte le drapeau souletin)
- Jauna et Anderea (le monsieur et la dame)
- Laboraria et Laborarisa (le paysan et la paysanne)
- Marexalak (les maréchaux-ferrants)
- Kukuleroak (les jeunes danseurs)
- Kerestuak (les hongreurs)
- Xorrotxak (les rémouleurs)
- Buhameak (les bohémiens)
- Kauterak (les chaudronniers)
- Bedeziak (les docteurs)

### La pastorale souletine
La pastorale souletine est une pièce de théâtre chantée en vers, montée pendant un an par les habitants d'un même village sur un thème religieux ou historique.
Une pastorale est organisée chaque année par une commune souletine. Les représentations se déroulent généralement le dernier dimanche de juillet et le premier dimanche d'août. Cette pratique est référencée par l'Inventaire du patrimoine culturel immatériel en France.
Essentiellement jouées en Soule, les pastorales représentent l'une des plus anciennes formes de culture du Pays basque. Elles puisent leurs origines dans le Moyen Âge, portées par la tradition orale, les premiers documents qui en font mention datant de 1750.
Depuis les années 1950, grâce au poète Pierre Bordaçarre (Etxahun-Iruri), la pastorale a été rénovée, moins dans sa forme que dans les thèmes qu'elle explore, qui se concentrent sur l'histoire du Pays basque. Les pastorales peuvent durer jusqu'à trois heures et présentent des danses et des chants en basque. Elles accompagnent toutes les fêtes locales, tout au long de l'année.

#### Caractéristiques
- Dualisme : c'est peut-être ce qui constitue sa particularité la plus importante. Une distinction claire entre les bons et les méchants est établie. Parmi les bons on retrouve les Chrétiens (Kiristiak) en bleu, les anges, les prêtres et Dieu, encore que ce dernier ne soit jamais physiquement représenté, mais interprété seulement par une voix. En revanche, les méchants sont toujours les ennemis de l'époque, en rouge, les Turcs (Sarrasins) et les Turquettes, les Français, les Anglais et les « Satan », qui ponctuent la représentation de pas de danse souletine.
- La musique : à l'origine, l'accompagnement se faisait à l'aide de chants grégoriens, durant lesquels les personnages entraient, sortaient ou se changeaient. Les instruments principaux étaient la flûte et l'atabal mais de nos jours, la présence instrumentale s'est notablement élargie: elle est désormais constituée de cuivres, violons, et les traditionnels ttun-ttun, txulule et atabala. Lors de la pastorale 2009, à Alos-Sibas-Abense, des instruments tels que violoncelle, accordéon chromatique et diatonique, violon, bouzouki, font leur apparition et vont donner une "couleur" XVe siècle à la musique.
- La danse : elle constitue l'objet expressif principal de l'œuvre[6].